# Spilosoma porthesioides
Spilosoma porthesioides är en fjärilsart som beskrevs av Rothschild 1910. Spilosoma porthesioides ingår i släktet Spilosoma och familjen björnspinnare. Inga underarter finns listade i Catalogue of Life.